# Berchtesgadens ansökan om olympiska vinterspelen 1992
Berchtesgaden ansökan om olympiska vinterspelen 1992 var en kandidatur om att få arrangera olympiska vinterspelen 1992. Ansökan misslyckades och Berchtesgaden slutade på sista plats i omröstningen.
Berchtesgaden hade sin ansökan klar i november 1985, men tanken hade funnits i drygt 15 år. Detta var den andra ansökan om ett olympiskt vinterspel från Västtyskland då de även ansökt om spelen 1960 med Garmisch-Partenkirchen. Östtyskland hade inte ansökt om något vinterspel men ett enat Tyskland ansökte med Garmisch-Partenkirchens om vinter-OS 1936 då de även tilldelades spelen. Staden är en väldigt liten ort med enbart 7 500 invånare, och var en traditionell turistort men med bra möjligheter för vintersport. Innan ansökan för spelen hade staden tusentals turister per år, både för vintersemester och också för det välkända turistmålet örnnästet. Den tidigare tyska diktatorns sommarhus ligger i närheten av staden med en fantastisk utsikt över alperna. Staden planerade att hålla rodel och bob i den närliggande staden Königssee, vid sjön med samma namn, som har en anläggning av världsklass. Ansökan innehöll en budget på 40 miljoner mark som var tänkt att finansiera en skridskoanläggning i Bad Reichenhall och vissa nya skidbackar i det befintliga systemet.
Det fanns stort motstånd mot Berchtesgadens ansökan bland lokalbefolkningen. Det som kritiserades mest i staden ansökan var risken för att staden och naturen däromkring skulle skadas av ett så stort evenemang och inte klara det stora trycket av turister vid spelen. Idén om ett olympiskt spel vid denna tidpunkt kom från Michael Dyckerhoff som trodde sig ha stort stöd. Stadens borgmästare, Anton Plenk var förvisso positiv till ett olympiskt spel. Men en undersökning arrangerades av en lokal opposition, och visade att 71% av de tillfrågade var emot ett OS i staden. Det var nog till stor del orsaken till Berchtesgadens nederlag vid IOK:s 91:a session den 17 september 1986 i Lausanne.
Vid IOK:s omröstning kom Berchtesgaden på sista plats bland de totalt sju ansökande städerna. I den första och enda omgång av omröstningen som staden var med i fick den enbart sex av de åttiofem röster som fördelades. Spelen gick i stället till Albertville, Frankrike.